# Margherita Coluccini
Margherita Coluccini (Genazzano, 29 settembre 1963) è una politica italiana.

## Biografia
Dopo la maturità scientifica divenne dirigente di un'azienda privata e si iscrisse al Partito Comunista Italiano, con cui mosse i suoi primi passi in politica. Dal 1992 al 2003 fu sindaco di Genazzano, guidando una giunta di centrosinistra.
Nel 2001 venne eletta deputato con il sistema  proporzionale nella circoscrizione XV (Lazio 1), la lista collegata alla sua elezione è quella dei Democratici di Sinistra, al cui gruppo parlamentare aderisce. Membro della I commissione (affari istituzionali).
In vista delle elezioni politiche del 2006, è candidata alla Camera con la lista unitaria dell'Ulivo, senza risultare eletta. Nel 2007 è tra i promotori dell'Associazione per la Democrazia Deliberativa che aderisce al Partito Democratico.
Sposata, ha un figlio.